# Richard Glazar
Richard Glazar (født 29. november 1920 i Prag som Richard Goldschmid; død den 20. december 1997) var en tjekkisk overlevende fra udryddelseslejren Treblinka.

## Liv
Richard Goldschmids far var indtil slutningen af 1. verdenskrig officer i den østrig-ungarske hær, han blev 1940 deporteret og døde. Richard voksede op i Prag, hans forældre lod sig skille i 1932, moderen giftede sig i 1936 med en købmand, hun overlevede Theresienstadt, Auschwitz og Bergen-Belsen. Goldschmid blev student i 1939, og begyndte at studere økonomi ved Karlsuniversitetet i Prag, men måtte ophøre i november 1939 da nazisterne lukkede alle de højere tjekkiske skoler.
Indtil 1942 lykkedes det Glazar, at skjule sig i en landsby. I september 1942 blev han fanget og ført til Koncentrationslejren Theresienstadt og i oktober blev han deporteret som arbejdsjøde til udryddelseslejren Treblinka.
Under opstanden i Treblinka den 2.august 1943 lykkedes det for nogle af arbejdsjøderne at flygte. Mens de fleste af flygtningene blev fanget og dræbt i nærheden af lejren, lykkedes flugten for Glazar. Med sin medfange Karel Unger rejste som tjekkisk fremmedarbejder gennem Polen til Tyskland. På maskinfabrikken Heinrich Lanz AG i Mannheim overlevede han med falske papirer som arbejder indtil den tyske kapitulation
Efter krigen studerede han i Prag og London til økonomiingeniør og ændrede 1947 sit navn til Glazar. 1949 giftede han sig med Zdenka Vitková, hun havde to børn. I forbindelse med Slánský-Processen blev han igen som jøde forfulgt og måtte 1952/53 igen arbejde som metalarbejder i byen Kladno. Derefter var han indtil 1968 beskæftiget som bibliotekar ved det tjekkiske videnskabelige akademi i Prag.
Efter den mislykkede reform Foråret i Prag flygtede familien 1969 til Bern i Schweiz, hvor han kæmpede med store sprogvanskeligheder og arbejdsløshed, men fandt til sidst en stilling ved økonomiforskningsfirmaet Prognos AG i Basel.

## Richard Glazar vidner
1963 og 1971 vidnede han som en af de 54 overlevende fra opstanden i Treblinka mod de anklagede gerningsmænd under Treblinka-Processerne i Düsseldorf. Han forklarede at der kl. 14 kom en besked fra oprørsledelsen om, at fra det øjeblik skulle ingen jøde dø. Hvis nogen blev truet, skulle opstanden straks iværksættes. Kl. 15:50 skal den jødiske stikker Kuba have sagt noget til SS-manden Küttner, og lige efter begyndte Küttner at slå løs på en jødisk dreng. Dermed blev der givet signal, måske to timer før planlagt. Glazar beskrev opstanden som kaotisk. Granater og flasker med benzin eksploderede; brande brød ud nærmest omgående; og der blev skudt overalt. Også dødslejren stod i flammer.